# 東芝電池
東芝電池株式会社（とうしばでんち）は、東芝ライフスタイルグループの電池メーカー。

## 製造品目
- 一次電池（生産はFDKへ委託）
  - 乾電池：ニッケル乾電池「ギガエナジー（GigaEnergy）」、アルカリ乾電池「IMPULSE（インパルス）」「アルカリ1（アルカリワン）」、マンガン乾電池「KING POWER CREEK（キングパワー・クリーク）」
    - アルカリ乾電池最上位モデル「IMPULSE」は、親会社の東芝エルイートレーディングが製造している携帯ラジオ「TY-KR10/KR20」にも単3形が2本「お試し用電池」として付属されている。

  - リチウム電池（塩化チオニルリチウム電池「ウルトラリチウム（UltraLithium）」など）
  - ボタン・コイン形電池：補聴器用空気電池、コイン形リチウム電池、アルカリボタン電池、ボタン形酸化銀電池、ページャー用空気電池
- 二次電池：ニッケル水素電池「充電式IMPULSE（インパルス）」
- 充電器
- バッテリーチェッカー
- 懐中電灯
  - LEDライト、ポケットライト、水中ライト・防水ライト、ポータブルサーチライト、ランタン、常備灯・非常信号灯
    - 豆球（クリプトン球・キセノン球）を用いる従来型ライトは生産終了となり、現行モデルはLEDライトへ統一されている。

## 沿革
- 1906年（明治39年）12月 - 岡田乾電池として創業する。
- 1932年（昭和7年）- 神奈川県藤沢市辻堂の工場を松下電器に譲渡、同社の辻堂工場となる[3]。
- 1954年（昭和29年）4月 - 米国レイ・オ・バック社との共同出資により日本レイ・オ・バック乾電池株式会社を設立。
- 1957年（昭和32年）- 東京芝浦電気（現・東芝）が岡田乾電池の所有する全株式を譲り受け経営参加。
- 1961年（昭和36年）- 商号を東芝レイ・オ・バック株式会社に変更。
- 1981年（昭和56年）- 東京芝浦電気から電池、電池応用商品の営業を譲受し、商号を東芝電池株式会社に変更。
- 1982年（昭和57年）- 東京芝浦電気がレイ・オ・バック社から全株式を取得する。
- 2000年（平成12年）10月4日 - ニッケル水素電池の生産から撤退。生産設備を三洋電機に売却し三洋エナジー高崎（後の三洋エナジートワイセル→FDKトワイセル、現・FDK高崎工場）となる。
- 2004年（平成16年）10月1日 - 東芝コンシューママーケティング株式会社（後の東芝ホームアプライアンス、現在の東芝ライフスタイル）を完全親会社とし[4]、営業権を譲渡（資本金を172億5,400万円から1億円へ減資）。
- 2006年（平成18年）- 本社機能を東京都品川区から長野県佐久市に移転する。
- 2008年（平成20年）
  - コンシューマー向け乾電池の生産から撤退。生産設備をFDK（富士通グループ）に売却し、FDKエナジーの設備となる。
  - 9月30日 - 子会社の電池リビングサービス株式会社を解散[5]。
- 2009年（平成21年）3月31日 - 同社の全株式を保有していた東芝ホームアプライアンスへ全事業を譲渡。なお、塩化チオニルリチウム電池の製造販売は群馬県安中市郷原の旧碓氷川工場にて引き続き行われている。
- 2016年（平成28年）- 東芝ライフスタイルの売却に伴い、東芝グループを離れる。

## 工場
出典：
- 岡田乾電池京都工場 - 前身の岡田乾電池時代に所在していた工場。関西地区への進出に伴い生産拠点として建設された。1956年3月、日本レイ・オ・バック乾電池の経営悪化により閉鎖。跡地は関西二井製作所（現・ニチコン）に売却。
- 東芝レイ・オ・バック蒲田工場 - 1959年東京工場で行われていた亜鉛缶製造を継承する目的で「蒲田製缶工場」として操業。その後、単1・単2マンガン電池を中心として乾電池製造を続けたが、1976年3月に閉鎖。設備は佐久工場へ移管。
- 東芝電池佐久工場 - 2013年閉鎖。2018年現在、跡地は長野県佐久市の真空ポンプ製造メーカー樫山工業の工場となっている。
- 東芝電池高崎工場 - 2018年現在、FDK高崎工場。
- 東芝電池碓氷川工場 - 1979年5月にボタン電池の製造拠点として操業。2017年12月現在、塩化チオニルリチウム電池の製造を行っている。
- 東芝電池東京工場 - 1906年12月の岡田乾電池創業当初から稼働してきた工場で、1947年に本社工場、1970年に品川工場、1975年に東京工場と名称が改められている。閉鎖後、跡地はマンション（パークスクエア南品川）となっている（2007年～2021年現在）。

## 関連会社
- T.G.バッテリー（香港）社
- T.G.バッテリー（中国）社
- Battry Pack of America,Inc（米国法人）